# Sucesos de El Arahal
Se conocen como sucesos de El Arahal o, en otros textos, sucesos de Utrera y El Arahal, a una insurrección armada de base principalmente campesina (aunque contó con elemenentos militares y artesanos) que afectó a varios municipios de la provincia de Sevilla en 1857, durante el reinado de Isabel II, y dirigida por Manuel García Caro y Gabriel Lallave.

## Evolución de los sucesos
El 1 de julio de 1857 algo más de un centenar de hombres tomaron las poblaciones de Utrera y Arahal, atacando el cuartel de la Guardia Civil e incendiando el registro de la propiedad así como el intento de proclamación de la república al grito de "mueran los ricos". Dos días después, el 3 de julio, tropas de infantería y caballería del ejército se enfrentaron a los sublevados en la serranía de Ronda, provocando 25 muertos entre los rebeldes y capturándose a 24 hombres. El resto de insurrectos se dispersaron, siendo capturados los últimos cabecillas en Utrera el día 5 de julio.
El 12 de julio, tras un juicio militar, los principales cabecillas de la revuelta y 32 alzados más fueron fusilados en Sevilla y Utrera, si bien algunas fuentes afirman que la cifra de condenados fue de 150.

## Carácter de la revuelta
Pese a ser una revuelta protagonizada esencialmente por campesinos y jornaleros pobres que exigían un mejor reparto de las tierras y protestaban contra la carestía de la vida, los cabecillas de la misma fueron militares de tendencia demócrata y republicana. También es posible la influencia de una sociedad secreta masónica en el carácter del levantamiento.
Esto se encuadra en un contexto de fuerte agitación social en el campo andaluz ante la creciente desigualdad social y, por otro lado, de importantes acciones por parte de los seguidores del Partido Republicano que buscaban la abolición de la monarquía española.